# Glena bipennaria
Glena bipennaria är en fjärilsart som beskrevs av Achille Guenée 1858. Glena bipennaria ingår i släktet Glena och familjen mätare. Inga underarter finns listade i Catalogue of Life.